# Campionati del mondo di ciclismo su pista 2018 - Velocità femminile
La gara di velocità femminile ai Campionati del mondo di ciclismo su pista 2018 si è svolta tra l'1 e il 2 marzo 2018.

## Risultati

### Qualificazioni
I migliori quattro tempi si qualificano per gli ottavi di finale, gli atleti tra il quinto ed il ventottesimo posto si qualificano per i sedicesimi di finale.
| Posizione | Atleta              | Nazione       | Tempo  | Gap    | Note |
| --------- | ------------------- | ------------- | ------ | ------ | ---- |
| 1         | Stephanie Morton    | Australia     | 10.645 |        | Q    |
| 2         | Pauline Grabosch    | Germania      | 10.713 | +0.068 | Q    |
| 3         | Kristina Vogel      | Germania      | 10.810 | +0.165 | Q    |
| 4         | Daria Shmeleva      | Russia        | 10.898 | +0.253 | Q    |
| 5         | Lee Wai Sze         | Hong Kong     | 10.909 | +0.264 | q    |
| 6         | Mathilde Gros       | Francia       | 10.938 | +0.293 | q    |
| 7         | Shanne Braspennincx | Paesi Bassi   | 10.949 | +0.304 | q    |
| 8         | Simona Krupeckaitė  | Lituania      | 10.975 | +0.330 | q    |
| 9         | Olena Starikova     | Ucraina       | 10.997 | +0.352 | q    |
| 10        | Miriam Welte        | Germania      | 11.001 | +0.356 | q    |
| 11        | Laurine van Riessen | Paesi Bassi   | 11.013 | +0.368 | q    |
| 12        | Miglė Marozaitė     | Lituania      | 11.047 | +0.402 | q    |
| 13        | Anastasia Voynova   | Russia        | 11.054 | +0.409 | q    |
| 14        | Natasha Hansen      | Nuova Zelanda | 11.088 | +0.443 | q    |
| 15        | Katy Marchant       | Regno Unito   | 11.090 | +0.445 | q    |
| 16        | Lyubov Basova       | Ucraina       | 11.101 | +0.456 | q    |
| 17        | Tania Calvo         | Spagna        | 11.126 | +0.481 | q    |
| 18        | Nicky Degrendele    | Belgio        | 11.162 | +0.517 | q    |
| 19        | Lee Hye-jin         | Corea del Sud | 11.169 | +0.524 | q    |
| 20        | Martha Bayona       | Colombia      | 11.239 | +0.594 | q    |
| 21        | Madalyn Godby       | Stati Uniti   | 11.247 | +0.602 | q    |
| 22        | Yuka Kobayashi      | Giappone      | 11.248 | +0.603 | q    |
| 23        | Emma Cumming        | Nuova Zelanda | 11.293 | +0.648 | q    |
| 24        | Robyn Stewart       | Irlanda       | 11.360 | +0.715 | q    |
| 25        | Daniela Gaxiola     | Messico       | 11.366 | +0.721 | q    |
| 26        | Amelia Walsh        | Canada        | 11.383 | +0.738 | q    |
| 27        | Guo Yufang          | Cina          | 11.420 | +0.775 | q    |
| 28        | Kayono Maeda        | Giappone      | 11.446 | +0.801 | q    |
| 29        | Julita Jagodzińska  | Polonia       | 11.449 | +0.804 |      |
| 30        | Mandy Marquardt     | Stati Uniti   | 11.487 | +0.842 |      |
| 31        | Yuli Verdugo        | Messico       | 11.550 | +0.905 |      |
| 32        | Ma Wing Yu          | Hong Kong     | 11.704 | +1.059 |      |
| 33        | Kim Won-gyeong      | Corea del Sud | 11.770 | +1.125 |      |

### Sedicesimi di finale
I vincitori di ogni batteria si qualificano per gli ottavi di finale.
| Batteria | Posizione | Atleta              | Nazione       | Gap    | Note |
| -------- | --------- | ------------------- | ------------- | ------ | ---- |
| 1        | 1         | Lee Wai Sze         | Hong Kong     |        | Q    |
| 1        | 2         | Kayono Maeda        | Giappone      | +0.691 |      |
| 2        | 1         | Mathilde Gros       | Francia       |        | Q    |
| 2        | 2         | Guo Yufang          | Cina          | +0.320 |      |
| 3        | 1         | Shanne Braspennincx | Paesi Bassi   |        | Q    |
| 3        | 2         | Amelia Walsh        | Canada        | +0.320 |      |
| 4        | 1         | Simona Krupeckaitė  | Lituania      |        | Q    |
| 4        | 2         | Daniela Gaxiola     | Messico       | +0.059 |      |
| 5        | 1         | Olena Starikova     | Ucraina       |        | Q    |
| 5        | 2         | Robyn Stewart       | Irlanda       | +0.135 |      |
| 6        | 1         | Miriam Welte        | Germania      |        | Q    |
| 6        | 2         | Emma Cumming        | Nuova Zelanda | +0.081 |      |
| 7        | 1         | Laurine van Riessen | Paesi Bassi   |        | Q    |
| 7        | 2         | Yuka Kobayashi      | Giappone      | +0.084 |      |
| 8        | 1         | Madalyn Godby       | Stati Uniti   |        | Q    |
| 8        | 2         | Miglė Marozaitė     | Lituania      | +0.006 |      |
| 9        | 1         | Anastasia Voynova   | Russia        |        | Q    |
| 9        | 2         | Martha Bayona       | Colombia      | +0.130 |      |
| 10       | 1         | Natasha Hansen      | Nuova Zelanda |        | Q    |
| 10       | 2         | Lee Hye-jin         | Corea del Sud | +0.020 |      |
| 11       | 1         | Nicky Degrendele    | Belgio        |        | Q    |
| 11       | 2         | Katy Marchant       | Regno Unito   | +0.032 |      |
| 12       | 1         | Lyubov Basova       | Ucraina       |        | Q    |
| 12       | 2         | Tania Calvo         | Spagna        | +0.118 |      |

### Ottavi di finale
I vincitori di ogni batteria si qualificano per i quarti di finale.
| Batteria | Posizione | Atleta              | Nazione       | Gap    | Note |
| -------- | --------- | ------------------- | ------------- | ------ | ---- |
| 1        | 1         | Stephanie Morton    | Australia     |        | Q    |
| 1        | 2         | Lyubov Basova       | Ucraina       | +0.160 |      |
| 2        | 1         | Pauline Grabosch    | Germania      |        | Q    |
| 2        | 2         | Nicky Degrendele    | Belgio        | +0.036 |      |
| 3        | 1         | Kristina Vogel      | Germania      |        | Q    |
| 3        | 2         | Natasha Hansen      | Nuova Zelanda | +0.086 |      |
| 4        | 1         | Daria Shmeleva      | Russia        |        | Q    |
| 4        | 2         | Anastasia Voynova   | Russia        | +0.002 |      |
| 5        | 1         | Lee Wai Sze         | Hong Kong     |        | Q    |
| 5        | 2         | Madalyn Godby       | Stati Uniti   | +0.148 |      |
| 6        | 1         | Laurine van Riessen | Paesi Bassi   |        | Q    |
| 6        | 2         | Mathilde Gros       | Francia       | +0.010 |      |
| 7        | 1         | Shanne Braspennincx | Paesi Bassi   |        | Q    |
| 7        | 2         | Miriam Welte        | Germania      | +0.054 |      |
| 8        | 1         | Simona Krupeckaitė  | Lituania      |        | Q    |
| 8        | 2         | Olena Starikova     | Ucraina       | +0.100 |      |

### Quarti di finale
I vincitori di ogni batteria si qualificano per le semifinali.
| Batteria | Posizione | Atleta              | Nazione     | Gara 1 | Gara 2 | Gara 3 | Note |
| -------- | --------- | ------------------- | ----------- | ------ | ------ | ------ | ---- |
| 1        | 1         | Stephanie Morton    | Australia   | X      | X      |        | Q    |
| 1        | 2         | Simona Krupeckaitė  | Lituania    | +0.644 | +0.064 |        |      |
| 2        | 1         | Pauline Grabosch    | Germania    | X      | X      |        | Q    |
| 2        | 2         | Shanne Braspennincx | Paesi Bassi | +0.002 | +0.084 |        |      |
| 3        | 1         | Kristina Vogel      | Germania    | X      | X      |        | Q    |
| 3        | 2         | Laurine van Riessen | Paesi Bassi | +0.128 | +0.096 |        |      |
| 4        | 1         | Lee Wai Sze         | Hong Kong   | X      | X      |        | Q    |
| 4        | 2         | Daria Shmeleva      | Russia      | +0.084 | +0.251 |        |      |

### Semifinale
I vincitori di ogni batteria si qualificano per la finale per l'oro, gli altri si qualificano per la finale per il bronzo.
| Batteria | Posizione | Atleta           | Nazione   | Gara 1 | Gara 2 | Gara 3 | Note |
| -------- | --------- | ---------------- | --------- | ------ | ------ | ------ | ---- |
| 1        | 1         | Stephanie Morton | Australia | X      | X      |        | Q    |
| 1        | 2         | Lee Wai Sze      | Hong Kong | +0.000 | +0.046 |        |      |
| 2        | 1         | Kristina Vogel   | Germania  | X      | X      |        | Q    |
| 2        | 2         | Pauline Grabosch | Germania  | +0.249 | +0.158 |        |      |

### Finale
Alla finale hanno preso parte 4 atleti provenienti da 3 nazioni.
| Posizione            | Atleta           | Nazione   | Gara 1 | Gara 2 | Gara 3 |
| -------------------- | ---------------- | --------- | ------ | ------ | ------ |
| Finale per l'oro     |                  |           |        |        |        |
| 1                    | Kristina Vogel   | Germania  | X      | +0.161 | X      |
| 2                    | Stephanie Morton | Australia | +0.059 | X      | +0.105 |
| Finale per il bronzo |                  |           |        |        |        |
| 3                    | Pauline Grabosch | Germania  | X      | X      |        |
| 4                    | Lee Wai Sze      | Hong Kong | +0.026 | +0.067 |        |